# Eriocephalus
Eriocephalus är ett släkte av korgblommiga växter. Eriocephalus ingår i familjen korgblommiga växter.

## Bildgalleri

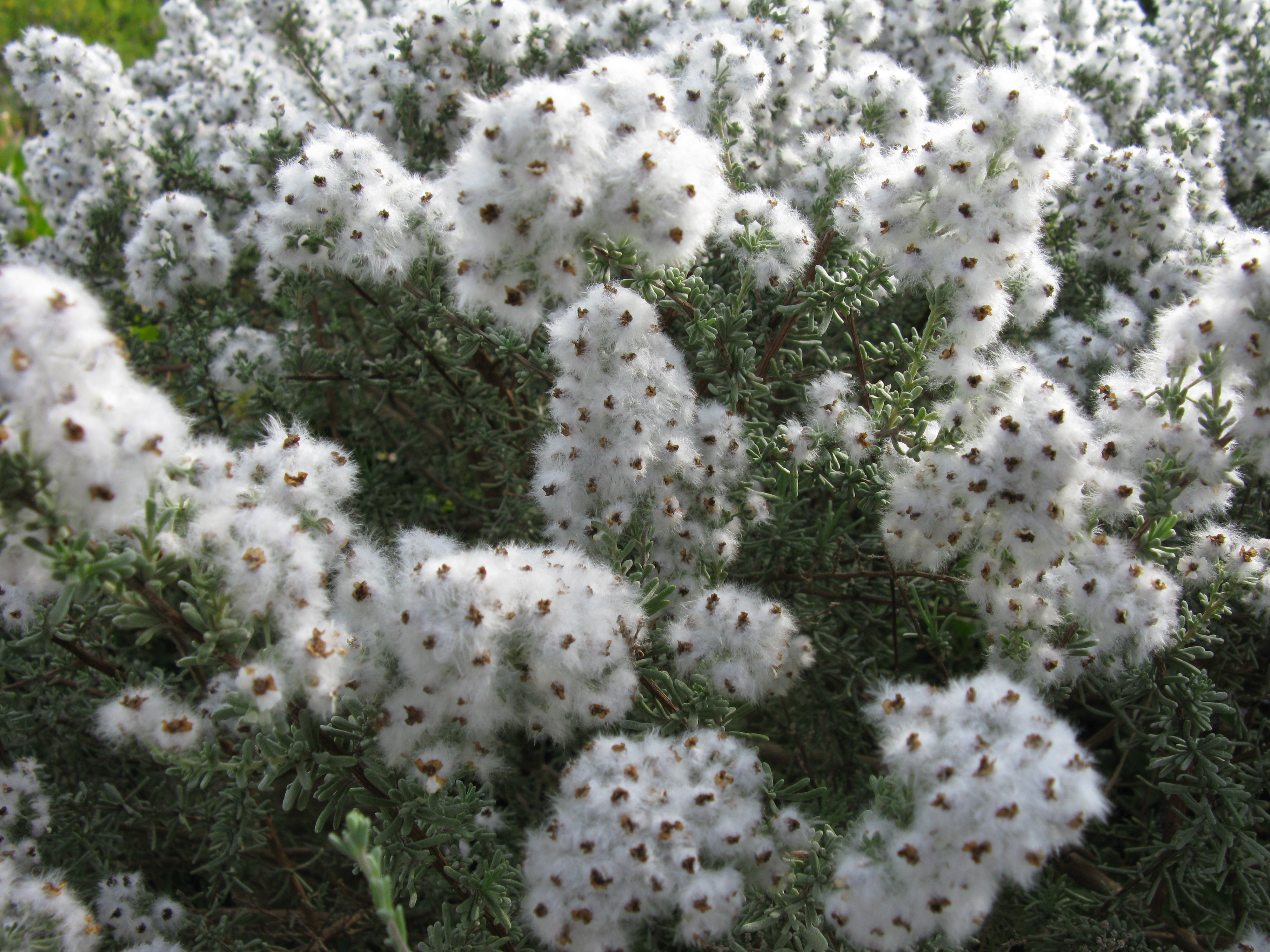
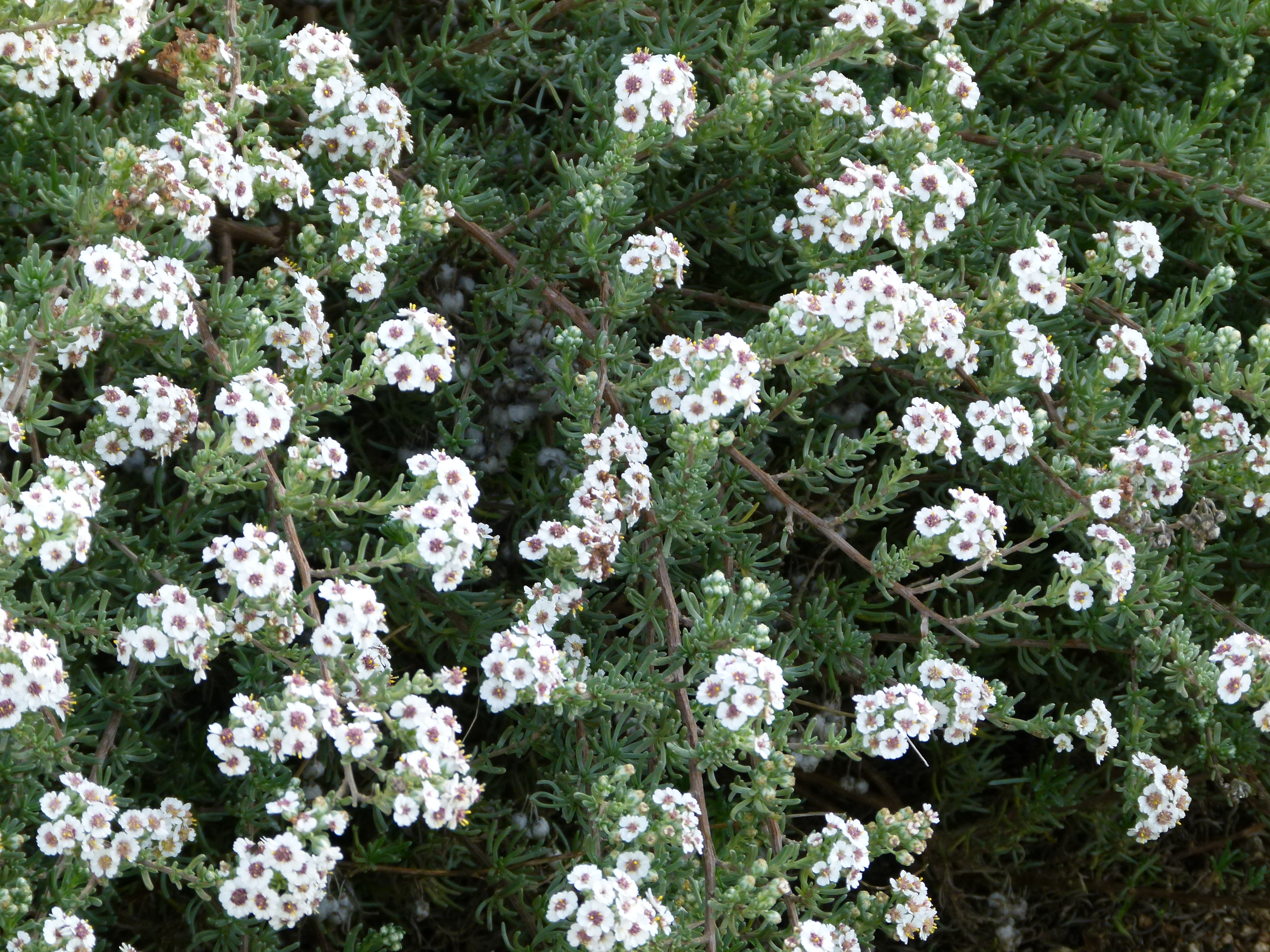
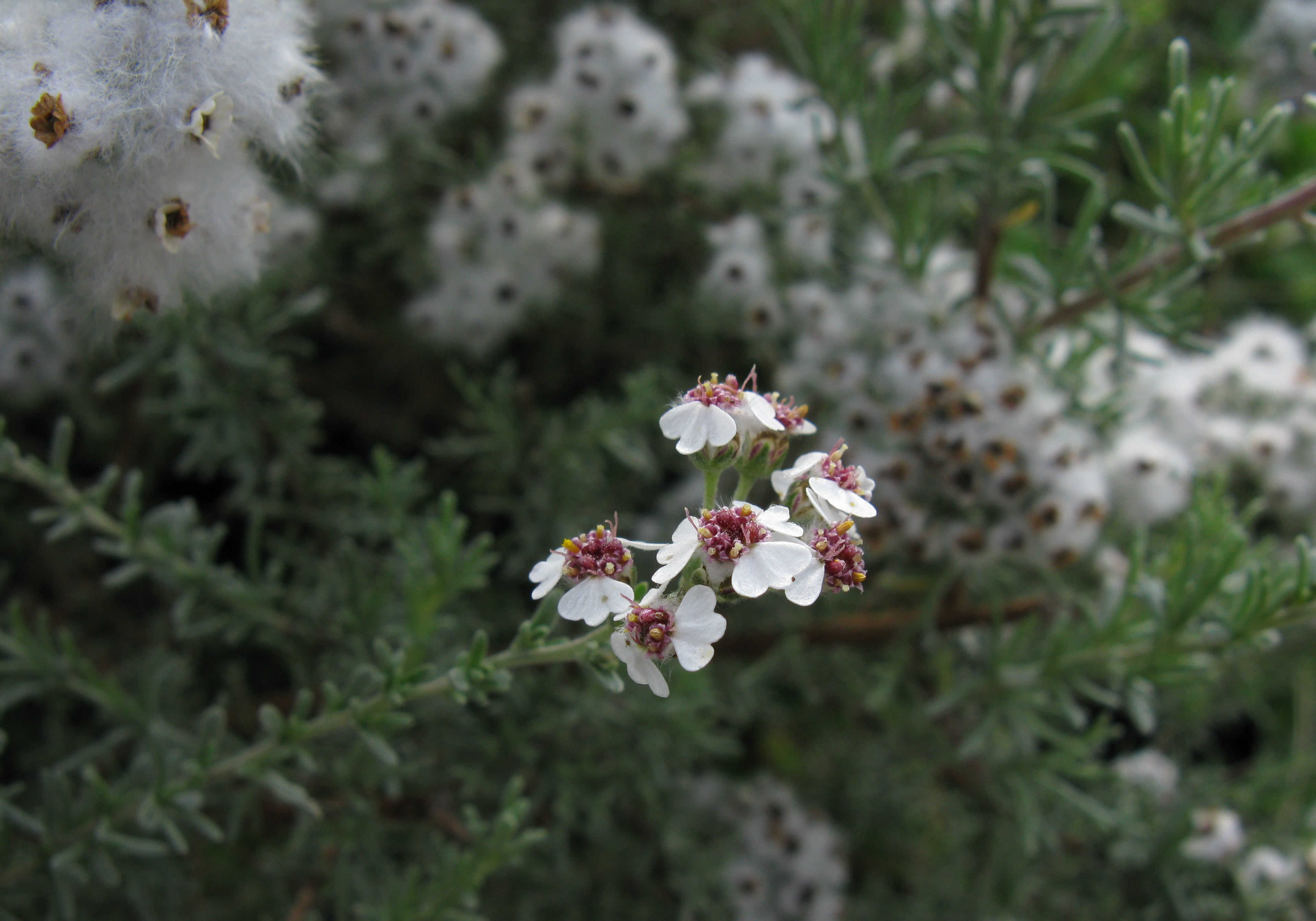

## Dottertaxa tillEriocephalus, i alfabetisk ordning[1]
- Eriocephalus africanus
- Eriocephalus ambiguus
- Eriocephalus aromaticus
- Eriocephalus aspalathoides
- Eriocephalus brevifolius
- Eriocephalus capitellatus
- Eriocephalus decussatus
- Eriocephalus dinteri
- Eriocephalus ericoides
- Eriocephalus eximius
- Eriocephalus giessii
- Eriocephalus glandulosus
- Eriocephalus grandiflorus
- Eriocephalus karooicus
- Eriocephalus kingesii
- Eriocephalus klinghardtensis
- Eriocephalus longifolius
- Eriocephalus luederitzianus
- Eriocephalus macroglossus
- Eriocephalus merxmuelleri
- Eriocephalus microcephalus
- Eriocephalus microphyllus
- Eriocephalus namaquensis
- Eriocephalus pauperrimus
- Eriocephalus pedicellaris
- Eriocephalus pinnatus
- Eriocephalus punctulatus
- Eriocephalus purpureus
- Eriocephalus racemosus
- Eriocephalus scariosus
- Eriocephalus sericeus
- Eriocephalus spinescens
- Eriocephalus tenuifolius
- Eriocephalus tenuipes
- Eriocephalus tuberculosus
- Eriocephalus umbellatus